# Détachement spécial 88
«  Densus 88 » redirige ici. Pour les autres significations, voir Densus.
Le Detasemen Khusus 88 ("français : Détachement spécial 88") ou Densus 88, est une unité antiterroriste de la police indonésienne créée en 2003 et opérationnelle depuis 2005.
Cette unité spéciale, qui dépend de la Brigade Mobil ou « Brimob », le corps paramilitaire de la police indonésienne, est financée par le gouvernement américain dans le cadre du Diplomatic Security Service du département d'État. Elle est actuellement entraînée à Megamendung, à 50 km au sud de Jakarta, par la CIA, le FBI et l'US Secret Service américains. La plupart des instructeurs sont d'anciens membres des forces spéciales américaines.
Le Detasemen Khusus 88 est chargé de lutter contre les diverses menaces terroristes, de la menace d'engins explosifs à la prise d'otages. Elle est forte de 400 hommes. Une des conditions de recrutement imposées par les États-Unis est la non-implication dans des violations des droits de l'homme. Ceci explique la création de cette nouvelle unité anti-terroriste, alors que la Brimob possède depuis 1976 une unité anti-terroriste, le Gegana. En effet, la Brimob est accusée de violations des droits de l'homme dans les différents conflits intérieurs qui frappaient l'Indonésie sous Soeharto en Aceh, en Nouvelle-Guinée occidentale et à Timor oriental.
L'unité est équipée d'armement et de véhicules d'assaut américains, tels que le fusil d'assaut Colt M-4, le fusil pour sniper Armalite AR-10 et le pistolet Remington 870. L'unité pourrait recevoir ses propres avions de transport C-130 Hercules. L'équipement du Detasemen Khusus 88 est le même que celui des unités antiterroristes américaines.
Le détachement s'est déjà illustré en tuant Azahari Husin, et lors d'une opération à Poso dans le centre de l'île de Sulawesi, lieu de violences entre des chrétiens et des musulmans, le 22 janvier 2007.
Le Detasemen Khusus 88 lutte contre la Jemaah Islamiyah (JI) et a arrêté Abu Dujana, soupçonné d'être le dirigeant de l'aile militaire de la JI, le 9 juin 2007.